# الهجوم الساحلي للمتمردين الليبيين 2011
كان الهجوم الساحلي للمتمردين الليبيين 2011 هجوما رئيسيا للمتمردين في الحرب الأهلية الليبية. وشنته قوات معادية للقذافي بقصد قطع طريق الإمداد من تونس إلى قوات موالية للقذافي في طرابلس.

## معلومات أساسية
وقد شنت الهجوم قوات المعارضة المتمركزة في جبال نفوسة التي تمكنت من تحقيق اختراق في الخطوط الموالية حول الجبال قبل بضعة أيام فقط من ذلك. وكان الموالون والمتمردون يقاتلون من أجل سلسلة الجبال لأكثر من خمسة أشهر، وكثيرا ما كان ذلك في معارك التقدم والتراجع. ومع ذلك، وبسبب حملة القصف المكثفة التي قامت بها منظمة حلف شمال الأطلسي للقوات الموالية، اضطر جنود القذافي إلى الانسحاب من الجبال. وأتاح ذلك الفرصة للمتمردين للذهاب إلى الهجوم على الساحل الغربي من طرابلس.

## الهجوم
بدأ الهجوم في 13 أغسطس 2011 مع تقدم المتمردين إلى بلدة الزاوية المصفاة لتكرير النفط بدعم من الضربات الجوية التي شنتها منظمة حلف شمال الأطلسي. ثارت المدينة ضد سيطرة حكومة القذافي في أواخر فبراير ولكن القوات الموالية للقذافي قامت بسحق الثورة في مطلع مارس. وشنت حركة تمرد على المدينة في يونيو هزمها جنود الحكومة. وكانت السيطرة على الزاوية أولوية بالنسبة للقوات الموالية للقذافي لأن المدينة تقع على خط إمدادها الساحلي، كما أن ها مدينة للسيطرة الحيوية على الطريق من طرابلس إلى تونس. وهي موطن لمصفاة نفط هامة، وهي الوحيدة التي في أياد موالية قبل المعركة.
و أثناء الهجوم، تقدم المتمردون في البداية إلى جسر على أطراف المناطق الجنوبية الغربية قبل ضربهم بنيران المدفعية الموالية. قامت مجموعة من المتمردين بالقتال من خلال الخطوط الدفاعية الموالية في القطاع الغربي من البلدة، وتجاوزتها، وتقدمت إلى مركز المدينة. وفي الوقت نفسه، كان المتمردون الذين يدخلون المدينة قد هلل لهم بعض السكان الذين خرجوا من منازلهم لتحيتهم وهم يهتفون «الله أكبر». وانضم بعضهم إلى المتمردين كمقاتلين. وبعد أن وصل المتمردون إلى الساحة الرئيسية، شنت القوات الموالية من الجزء الشرقي من بلدة الزاوية هجوما مضادا بوابل من الأسلحة الثقيلة.
وبحلول المساء، ذكرت الحكومة الليبية أن قوة متمردة دخلت المدينة في «مهمة انتحارية» ولكنها لم تسيطر على المدينة، وأن الزاوية «تماما» تحت سيطرة الحكومة. وذكر أحد قادة المتمردين أن قوات المعارضة تقع على مسافة كيلومتر تقريبا (0.62 ميلا) جنوب وسط المدينة على الجانب الغربي من الطريق الرئيسي، بينما كانت القوات الموالية على الجانب الشرقي.
وخلال الليل، وردت تقارير عن محاولة المتمردين للاستيلاء على معبر رأس جدير. وذكر حرس الحدود التونسي أن الموالون جلبوا أسلحة ثقيلة، بما في ذلك الدبابات، للدفاع عنه. وبحلول اليوم التالي، أفيد بأن الهجوم الذي شنه المتمردون لم يكلل بالنجاح.
وفي 14 أغسطس، كان القتال لا يزال مستمرا، ولم يأخذ المتمردون مركز الزاوية. وذكر أحد قادة المتمردين أنهم يسيطرون على البوابة الغربية والجنوبية من الزاوية، بعد تقدمها لمسافة 3 كيلومترات (1.9 ميلا) إلى داخل المدينة، بينما تسيطر القوات الحكومية على شرق ووسط المدينة. وفي وقت لاحق من ذلك اليوم، ذكرت قناة الجزيرة الإنجليزية أن المتمردين تمكنوا من السيطرة على طريق رئيسي مهم يمر عبر الزاوية، وهو الطريق الذي يربط تونس بطرابلس.
وادعى المتمردون في اليوم نفسه أنهم استولوا على مدينة صرمان المجاورة، الواقعة إلى الغرب فقط من الزاوية، وأنهم أصيبوا بعشرة قتلى وجرح 34 آخرين في القتال هناك. وزُعم أيضا أن الاشتباكات وقعت في صبراتة القريبة. وفي وقت لاحق، أعلن متحدث باسم المتمردين أيضا عن الاستيلاء على العجيلات.
وفي 15 أغسطس، قامت القوات الموالية بطرد المتمردين من مركز المدينة في الزاوية في محاولة مركزة لعرقلة تقدم المتمردين. غير أن المتمردين ادعوا، بحلول المساء، أنهم يحتفظون بنسبة 80 في المائة من الزاوية. كما ألقوا القبض على 15 شخصا قالوا إنهم مرتزقة أفارقة وجنود من الجيش الليبي، رغم أن أحد المرتزقة المزعومين على الأقل ادعى أنه كان عامل زائر نيجيري بريء. وقال بعض المقاتلين إنهم يتوقعون أن يستغرق الأمر بعض الوقت لتصفية جميع القناصة من المباني الطويلة داخل المدينة. واستمر بعض القصف، على الرغم من أن الجنود المتمردين قالوا إن القتال يقترب بالقرب من مرفق النفط الذي تسيطر عليه الدولة.
وأبلغت الجزيرة عن سقوط صبراتة إلى قوات المتمردين، باستثناء قاعدة تابعة للجيش غرب المدينة، كانت محاصرة. وفي 15 أغسطس، أعلنت قوات المتمردين أنها تتفاوض على شروط الاستسلام مع بقية القوات الموالية للحكومة في صبراتة.
وفي 16 أغسطس، ادعى الناطق باسم الحكومة موسى إبراهيم أن القوات الموالية قد استعادت من جديد صرمان، مؤكدة أن القوات المتمردة استولت على صرمان في وقت سابق. وادعى أيضا أن قوات القذافي الحكومية تسيطر سيطرة كاملة على الزاوية، وأنهم «سيستعيدون غريان قريبا». وقال العقيد في الناتو رولاند لافوا، في 16 أغسطس إنه «لا يزال هناك بعض القتال المبلَّغ عنه» في ضواحي صرمان، على الرغم من أنه لم يقل من الذي يعتقد حلف شمال الأطلسي أنه يسيطر على المدينة. وأكدت إفادة شاهد عيان من قبل الصحفية آن مارلو أن صرمان قد اخذت قبل عدة أيام، وأكدت أن صبراتة قد استولى عليها المتمردون في 15 أغسطس، بعد أن فرت القوات الموالية. غير أنه في اليوم التالي، أفيد بأن القتال العنيف لا يزال مستمرا في صبراتة.